# شاكر العبسي
شاكر العبسي هو زعيم مجموعة فتح الإسلام المتورطة في خوض مواجهات مسلحة مع الجيش اللبناني في مخيم نهر البارد للاجئين الفلسطينيين في طرابلس (شمال لبنان) منذ 20 مايو 2007. متهم من الحكومة الأردنية بقتل دبلوماسي أمريكي في عام 2002 وحكم عليه غيابيا بالإعدام مع أبو مصعب الزرقاوي في عام 2004.

## منشأه
ولد العبسي الذي يحمل لقب «أبوحسين» في مخيم عين السلطان القريب من أريحا العام 1955، إذ لجأ والده وأقاربه للمخيم من بلدة الدوايمة في محافظة الخليل، حالهم حال عشرات الآلاف ممن شردتهم النكبة في العام 1948 من قراهم ومدنهم ليتحولوا إلى لاجئين في وطنهم وخارجه فيما بعد. هو الشقيق الثاني في عائلة مكونة من أربعة اشقاء ذكور وثلاث شقيقات إناث. متزوج وأب لست بنات وصبي.

## دراسته
درس العبسي في مدارس عين السلطان، وأكمل دراسته في مدارس الاونروا في مخيم الوحدات وفي العاصمة الأردنية عمّان. وأنهى الثانوية العامة بتقدير متفوق أهله لدراسة الطب في تونس عام 1973 على نفقة حركة فتح التي انتمى إليها حين كان في السادسة عشرة من عمره. وبعد عام من الدراسة في تونس رجع إلى عمّان تاركاً دراسة الطب، رغبة منه في العمل العسكري والمشاركة في النضال ضد الاحتلال. ذهب إلى ليبيا ليلتحق بالكلية العسكرية هناك وليتخرج عام 1976 برتبة ملازم طيار حربي.

## دخوله منظمات سياسية
انتقل مع عائلته إلى مخيم الوحدات في العاصمة الأردنية عمّان بعد ذلك ليتابع دراسته، وهو واحد من أكبر مخيمات اللاجئين في الأردن. انضم إلى حركة فتح في العام 1973 وانشق عنها العام 1983 لينضم إلى حركة فتح الانتفاضة. بعد ما التحق بحركة فتح الانتفاضة، ثم انتقل مع غالبية التنظيم الذي كان موجوداً في ليبيا إلى سورية التي بقي فيها حتى العام 2006.

## الأفراج عنه ومطلوب للعدالة
أفرجت السلطات السورية عنه بعدما اعتقلته في العام 2002. مطلوب للسلطات الأردنية التي أصدرت بحقه حكماً غيابياً بالإعدام العام 2004 بعد أن أدانته محكمة أمن الدولة الأردنية في قضية اغتيال الدبلوماسي الأميركي لورنس فولي الذي قتل في عمّان العام 2002. في بداية شهر يونيو 2007 أصدرت السلطات الأردنية حكماً غيابياً آخر بأعدامه بسبب تجنيد متطوعين من دول مجاورة للقتال في العراق.

## أحداث مخيم نهر البارد
منذ 20 مايو 2007 أصبح اسم شاكر العبسي يتردد كثيراً في مختلف وسائل الإعلام منذ أن بدأ أفراد جماعته بإطلاق النار على وحدات تابعة للجيش اللبناني في مخيم نهر البارد (شمال لبنان) الذي يضم زهاء 40 ألفاً من اللاجئين الفلسطينيين. يقول شقيقه الأصغر جراح العظام عبد الرزاق: «كان الامر مفاجئاً بالنسبة إلينا. لم نكن نعلم أنه يقود مثل هذا التنظيم... ولم يكن في السابق يحمل فكراً دينياً متشدداً ولكنه كان يصلي بانتظام كما كان يصوم وهو يحفظ القران منذ 10 سنوات ولكنه لم يكن يحمل فكراً دينياً متشدداً أبدا».
ظهر لأول مرة اعلاميا في 26 مايو 2007 في شريط فيديو بثته قناة الجزيرة، وذكرت القناة أن الرجل فلسطيني يدعى شاكر العبسي وقالت إنه أول ظهور علني له. كما تضمن الشريط صوراً لمعسكرات الجماعة وتدريبات عناصرها.

## مصير العبسي
تضاربت المعلومات حول مصير شاكر العبسي، فنقلت مصادر مختلفة معلومات حول وقوعه في الأسر ثم مقتله في عداد مسلحي التنظيم الاصولي في المعارك في تاريخ 2007-9-3، إلا أن ضابطا في الجيش اللبناني قال لوكالة الصحافة الفرنسية انه ربما كان في عداد المقاتلين الذين تمكنوا من الفرار من مخيم نهر البارد شمال لبنان.
وقال الضابط «نؤكد انه ليس بين الجثث (التي انتشلها الجيش) ولا بين الذين اعتقلوا». وتابع «نعتقد انه على رأس المجموعة الصغيرة التي تمكنت من الفرار من المدخل الجنوبي الشرقي للمخيم سالكة مجرىنهر البارد وصولا إلى قرية عيون السمك» الواقعة في منطقة الضنية الجبلية الوعرة.
بعض الصحف تناقلت أن العبسي قد يكون عميلاً لبعض أجهزة المخابرات العربية ومنها الأردنية زُرع لتحييد نفوذ حزب الله شيعي المذهب، وأن العبسي نجح بالفرار من لبنان إلى سورية بعد انتهاء عمليات نهر البارد وقد تمكنت المخابرات الجوية السورية من اعتقاله في سورية بمنطقة المليحة في دمشق وربما سوف يتم محاكمته في سورية أو سيتم تسليمه للسلطات اللبنانية.